# یواس‌اس سنتری (ای‌ام-۲۹۹)
یواس‌اس سنتری (ای‌ام-۲۹۹) (به انگلیسی: USS Sentry (AM-299)) یک کشتی بود که طول آن ۱۸۴ فوت ۶ اینچ (۵۶٫۲۴ متر) بود. این کشتی در سال ۱۹۴۳ ساخته شد.